# سونيا لاسي
سونيا لاسي (بالإنجليزية: Sonya Lacey)‏ هي فنانة نيوزيلندية، ولدت في 1976 في هاستينجس في نيوزيلندا.

## وصلات خارجية
- الموقع الرسمي